# ОФК Косаница
Фудбалски клуб Косаница је фудбалски клуб из Куршумлије, Србија, и тренутно се такмичи у Зони Југ, четвртом такмичарском нивоу српског фудбала. Клуб је основан 1928. године. Бојe клуба су плава и бела.

## Историја
Клуб су 1928. формирали млади људи и студенти. Од 1945. клуб је носио име „Каћуша“, а старо име „Косаница“ му је враћено 1953. на скупштини у хотелу Европа.
У сезони 1965/66. Косаница је освојила прво место у подсавезу и тако се пласирала у Међуподручну лигу Ниш, Пирот, Лесковац. Ипак фудбалски подсавез Ниша због неодговарајућег терена Косаницу враћа у нижи ранг. Косаница је наредних пар година играла променљиво и поново се вратила у међуподручну лигу.
Косаница у сезони 1974/75. Косаница се пласирала у Нишку зону, али је већ у другој сезони испала. У Нишку зону се поново вратила у сезони 1978/79., али је убрзо поново испала. Управо те 1979. Косаница је поред пласмана у виши ранг, добила и стадион, где је на отварању одиграла утакмицу са Црвеном звездом, коју је предводио Владимир Петровић Пижон.
Клуб се 1990-их већином премештао између четвртог и трећег ранга. У сезони 2003/04. Косаница је освојила прво место у Српској лиги Исток и пласирала се у Другу лигу СЦГ, што је највећи успех клуба у лигашким такмичењима. У Другој лиги - група Србија клуб се задржао само једну сезону, 2004/05., пошто је сезону завршио на претпоследњем деветнаестом месту.
Након испадања из Друге лиге, Косаница се у Српској лиги Исток такмичила још две сезоне, пре него што је испала у Нишку зону. То посртање клуба се наставило и по испадању у Нишку зону, па је већ након једне сезоне у зонском рангу Косаница испала у нижи ранг, окружну лигу. У окружној лиги Косаница се у сезони 2010/11. као првак вратила након три сезоне у Нишку зону, али се тамо опет задржала само једну сезону и поново испала у окружну лигу.

## Новији резултати
| Сезона   | Ранг | Лига                      | Позиција | ИГ | Д  | Н  | П  | ГД  | ГП  | ГР   | Бод | Куп                  |
| -------- | ---- | ------------------------- | -------- | -- | -- | -- | -- | --- | --- | ---- | --- | -------------------- |
| 2001/02. | 3    | Српска лига Ниш           | 10.      | 34 | 13 | 7  | 14 | 69  | 62  | +7   | 46  | Није се квалификовао |
| 2002/03. | 3    | Српска лига Ниш           | 4.       | 34 | 20 | 5  | 9  | 70  | 44  | +26  | 65  | Није се квалификовао |
| 2003/04. | 3    | Српска лига Исток         | 1.       | 34 | 23 | 6  | 5  | 63  | 24  | +39  | 75  | Није се квалификовао |
| 2004/05. | 2    | Друга лига - група Србија | 19.      | 38 | 7  | 11 | 20 | 25  | 61  | -36  | 32  | Није се квалификовао |
| 2005/06. | 3    | Српска лига Исток         | 14.      | 34 | 12 | 4  | 18 | 48  | 58  | -10  | 40  | Није се квалификовао |
| 2006/07. | 3    | Српска лига Исток         | 18.      | 34 | 2  | 5  | 27 | 20  | 101 | -81  | 11  | Није се квалификовао |
| 2007/08. | 4    | Нишка зона                | 17.      | 34 | 10 | 5  | 19 | 38  | 76  | -38  | 33  | Није се квалификовао |
| 2008/09. | 5    | ?                         | -        | -  | -  | -  | -  | -   | -   | -    | -   | Није се квалификовао |
| 2009/10. | 5    | ?                         | -        | -  | -  | -  | -  | -   | -   | -    | -   | Није се квалификовао |
| 2010/11. | 5    | Топличка окружна лига     | 1.       | 26 | 22 | 4  | 0  | 92  | 7   | +85  | 70  | Није се квалификовао |
| 2011/12. | 4    | Нишка зона                | 14.      | 30 | 6  | 7  | 17 | 36  | 73  | -37  | 24  | Није се квалификовао |
| 2012/13. | 5    | Топличка окружна лига     | 2.       | 26 | 20 | 2  | 4  | 83  | 16  | +67  | 62  | Није се квалификовао |
| 2013/14. | 5    | Топличка окружна лига     | 1.       | 26 | 25 | 0  | 1  | 121 | 10  | +111 | 75  | Није се квалификовао |
| 2014/15. | 4    | Зона Запад                | 2.       | 30 | 15 | 5  | 10 | 53  | 35  | +18  | 50  | Није се квалификовао |
| 2015/16. | 4    | Зона Запад                | 3.       | 28 | 15 | 6  | 7  | 51  | 30  | +21  | 51  | Није се квалификовао |
| 2016/17. | 4    | Зона Запад                | 7.       | 30 | 12 | 6  | 12 | 55  | 51  | +4   | 41  | Није се квалификовао |
| 2017/18. | 4    | Зона Запад                | 7.       | 30 | 13 | 7  | 10 | 51  | 47  | +4   | 46  | Није се квалификовао |
| 2018/19. | 4    | Зона Запад                | -        | -  | -  | -  | -  | -   | -   | -    | -   | -                    |